# باول د. بيرغن
باول د. بيرغن (بالإنجليزية: Paul D. Bergen)‏ هو مبشر أمريكي، ولد في 19 يوليو 1860 في بيل فونتين في الولايات المتحدة، وتوفي في 8 أغسطس 1915 في فارمنغتون في الولايات المتحدة.